# Herman de Kat
Herman de Kat, heer van Barendrecht en Carnisse (Dordrecht, 8 mei 1784 - aldaar, 21 december 1865) was een Dordts bankier en kunstverzamelaar.

## Familie
De Kat was lid van de familie De Kat en was een zoon van bankier Otto de Kat (1737-1829) en Pieternella Lukwel (1742-1814). Hij trouwde in 1813 met Suzanna Wilhelmina Leijendekker (1788-1851) uit welk huwelijk vier kinderen geboren werden.

## Loopbaan
De Kat was lid van de door zijn vader opgerichte firma Otto de Kat & Zn., kassiers en commissionairs in effecten en was met zijn schoonzoon Jan Rudolph van der Linden (1809-1858) mede-oprichter en lid van de firma De Kat & Van der Linden, kassiers en commissionairs te Dordrecht.

## Kunstverzamelaar
De Kat bezat een eigen kunstkabinet dat op 31 mei 1855 vereerd werd met een bezoek door koningin Sophie.
De Kat kwam in aanraking met de Dordtse schilders Ary Scheffer en A.J. Lamme. Als bestuurslid van het Dordrechts Museum zette hij zich in voor de oprichting van een Ary Scheffer-museum. Ook door zijn toedoen werd in Dordrecht in 1862 een standbeeld voor Scheffer opgericht; hij was voorzitter van het comité dat de feestelijkheden voor de onthulling moest regelen, terwijl zijn zoon O.B. de Kat penningmeester van dat comité was. Het standbeeld werd op 8 mei 1862 onthuld.
De Kats kunstverzamelingen werden na zijn overlijden in Parijs (Drouot: schilderijen) en Rotterdam (tekeningen) geveild. De kijkdagen voorafgaand aan de veiling trok in Dordrecht meer dan 1000 bezoekers, onder wie vele hooggeplaatsten en leden van het corps diplomatique.
Een aantal van De Kats schilderijen werd door zijn erfgenamen geschonken aan het Dordrechts Museum, waaronder schilderijen van het woonhuis van Ary Scheffer te Parijs, van diens kleine en van diens grote schilderkamer te Parijs en van de schilderkamer te Argenteuil, alle vier van de hand van de schilder A.J. Lamme. Van Scheffer zelf werd een Euterpe op porselein geschilderd geschonken.

## Onderscheiding
De Kat was Officier in de Orde van de Eikenkroon.